# Nachhratpur Katabari
Nachhratpur Katabari là một thị trấn thống kê (census town) của quận Uttar Dinajpur thuộc bang Tây Bengal, Ấn Độ.

## Nhân khẩu
Theo điều tra dân số năm 2001 của Ấn Độ, Nachhratpur Katabari có dân số 5111 người. Phái nam chiếm 52% tổng số dân và phái nữ chiếm 48%. Nachhratpur Katabari có tỷ lệ 54% biết đọc biết viết, thấp hơn tỷ lệ trung bình toàn quốc là 59,5%: tỷ lệ cho phái nam là 60%, và tỷ lệ cho phái nữ là 47%. Tại Nachhratpur Katabari, 15% dân số nhỏ hơn 6 tuổi.